# Vincent Locke
Vincent Locke es un artista norteamericano del dibujo que comenzó a trabajar en 1986 ilustrando Deadworld, un cómic de horror sobre zombis que pronto se volvería todo un éxito de ventas dentro de la escena underground.
Desde ese tiempo su talento ilustrativo ha sido parte de cómics como The Sandman, American Freak, Batman, Witchcraft: Le Terreur, The Spectre y, Una historia violenta, la cual años después fue hecha película, filmada y dirigida por David Cronenberg, y protagonizada por Viggo Mortensen. Recientemente terminó un trabajo para 2000 AD, incluyendo una historia del cómic Judge Dredd.
Locke también ganó mucha notoriedad con la creación de las ultra-violentas pinturas hechas en acuarela para ser usadas como portadas en los álbumes de la banda death metal Cannibal Corpse. Las carátulas han sido censuradas en varios países por la brutalidad de sus imágenes. En algunos países está prohibido también imprimir sus carátulas e imágenes.
También ha hecho ilustraciones para Weird Erotica de la escritora y artista Caitlín R. Kiernan, usando trabajos en blanco y negro que recuerdan fuertemente el estilo de Aubrey Beardsley en su colección de Frog Toes and Tentacles and Tales from the Woeful Platypus, así como para el trabajo de Kiernan en Sirenia Digest. 
Vive con su esposa e hijo en Míchigan, donde continúa trabajando en sus dibujos y pinturas. Su hermano Víctor Locke es un artista del tatuaje en el área de Detroit, este recientemente dejó que Vincent le tatuara una imagen del álbum de Cannibal Corpse Butchered at Birth.